# Chakravartin

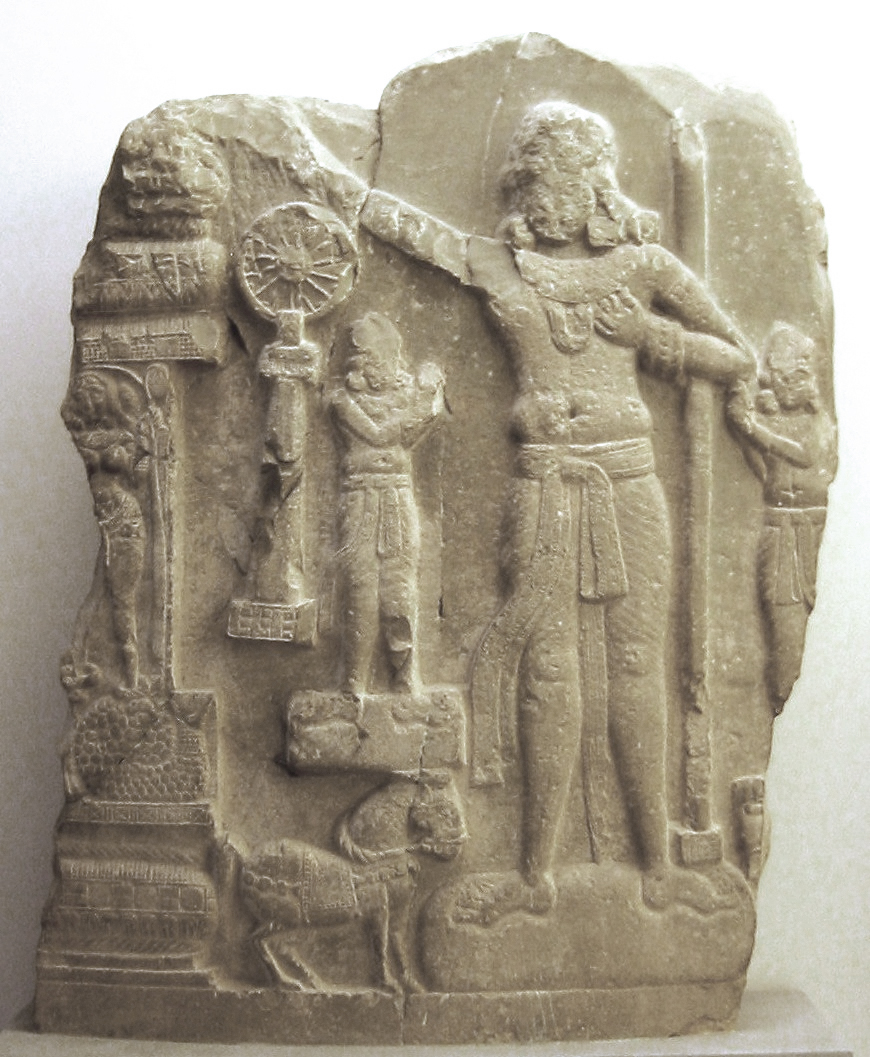
Um chakravartin, (provavelmente Asoca) século / Andhra Pradesh, Amaravati. Preservado no Museu Guimet.

Um chakravartin ( चक्रवर्तिन् cakra-vartin, um bahuvrīhi sânscrito, literalmente "cujas rodas estão girando", no sentido de "cuja carruagem está rodando por todo lugar sem obstrução".) é um termo usado nas religiões indianas para um governante universal ideal, que governa ética e benevolentemente todo o mundo. O reinado de um tal soberano é chamado de sarvabhauma. 
No budismo e no jainismo, três tipos de Chakravartins são descritos:
- cakravala cakravartin, que governa sobre todos os quatro continentes postulados na antiga cosmografia indiana
- dvipa cakravartin que governa sobre apenas um dos quatro continentes
- pradesa cakravartin, que governa sobre apenas parte de um continente.

As primeiras referências a um cakravala chakravartin aparecem em monumentos do Império Máuria (322–185 a.C.), dedicados à Asoca. Em geral, não tem sido usado para qualquer outra figura histórica. O chakravartin no budismo passou a ser considerado a contraparte secular de um Buda. De acordo com Buddha Shakyamuni no Majjhima Nikaya, uma mulher nunca poderá ser uma chakravartin.  Bhikshuni Heng-Ching Shih afirma, referindo-se às mulheres no budismo: "Diz-se que as mulheres possuem cinco obstáculos, a saber, serem incapazes de se tornarem um Rei Brahma, um 'Sakra', um Rei 'Mara', um Cakravartin ou um Buddha."
O Maitreyi Upanishad (1.4) utiliza o termo para reis que haviam renunciado suas prerrogativas reais em favor do asceticismo.
Em geral, o termo aplica-se à realeza e liderança tanto secular quanto espiritual, particularmente no budismo e no jainismo. No hinduísmo, o termo geralmente denota um governante poderoso, cuja dominação estendeu-se por toda a terra.